# Carlos Ibáñez del Campo
Pour les articles homonymes, voir Ibáñez.
Carlos Ibáñez del Campo, né le 3 novembre 1877 à Linares, dans la région du Maule et mort le 28 avril 1960 à Santiago, est un officier et homme d'État chilien, dictateur et président de la République à partir de 1927, il s'arroge un pouvoir absolu avant d'être chassé en 1931, il est réélu, en 1952 pour un mandat se terminant en 1958.

## Les coups d'État de 1924 et 1925
Militaire de carrière, il entre en 1896 à l’École militaire. Commandant de l’École des carabiniers puis directeur de l’École de cavalerie. Il commence sa carrière politique en s'associant au coup d'État de 1924, qui renverse un gouvernement quasi-parlementaire par un gouvernement présidentiel tel qu'établie lors de la guerre civile chilienne de 1891. Il s'associe aux coups d’État de 1924 et de 1925.
Il devient ministre de la Guerre en 1925, puis ministre de l'Intérieur et vice-président en 1927.

## Premier mandat présidentiel
Devenu président de la République en avril 1927, il s'empare du pouvoir absolu, mettant fin à la contestation parlementaire et à l’opposition politique. Les opposants et les suspects sont arbitrairement emprisonnés ou expulsés du pays, tandis que la presse est placée sous l'autorité du régime.
Son régime s'appuie sur l'armée, qui devient une source de dépense significative ; les autorités militaires sont associées à l'administration gouvernementale. Celle-ci réprime toutes les tentatives insurrectionnelles.
L'augmentation des prix du cuivre et ses bons rapport avec le capitalisme des États-Unis (les banques américaines lui accordent 300 millions de dollars de prêt), lui permettent de financer de nombreux chantiers publics. Le régime est incontestablement favorable aux groupes d'affaires étrangers, mais le capital chilien conserve le contrôle du haut commerce. Il maintient cependant pour l'essentiel les réformes accomplies sous la présidence d'Arturo Alessandri Palma.
La crise économique de 1929 entraîne la chute du régime. Les crédits cessent d'affluer des États-Unis et des coupes sévères sont opérées dans le budget de l’État. Peu à peu, la contestation grandit, notamment à l'initiative des mouvements étudiants. Une grève générale oblige le dictateur à se retirer en 1931.

## Retour à la présidence

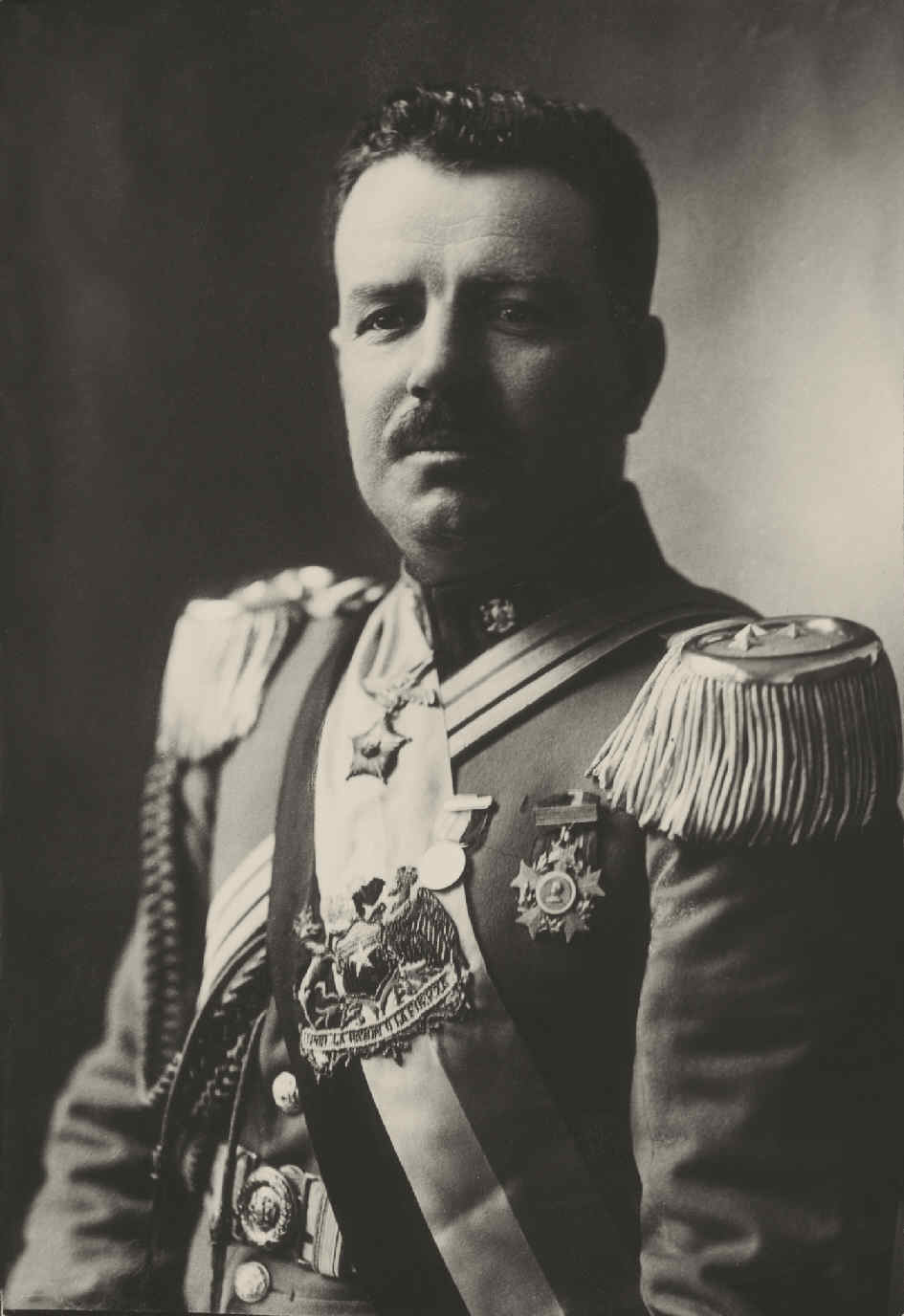
Carlos Ibáñez del Campo en 1928

Élu pour la seconde fois à la présidence en 1952, il réprime durement les manifestations contre la hausse des prix. Cependant, tout en maintenant une politique économique conservatrice, il libéralise partiellement son régime, notamment en faisant annuler les mesures mettant hors la loi le Parti communiste.